# Korsberga (commune de Hjo)
Korsberga est une localité de la commune de Hjo, dont elle est le centre administratif, dans le comté de Västra Götaland en Suède.
Sa population était de 214 habitants en 2019.